# 備前信用金庫
備前信用金庫（びぜんしんようきんこ）は、かつて岡山県備前市伊部に本店を置いていた信用金庫。備前市、瀬戸内市、和気郡和気町、岡山市、赤磐市に合計12店舗があった。平成30年3月末時点での自己資本比率は13.67%。
2020年2月、日生信用金庫と対等合併し、備前日生信用金庫となった。存続金庫は備前信金で、合併後の本店・本部は備前信金本店・本部に置く。

## 沿革
旧牛窓信用金庫
- 1948年10月 - 産業組合法に基づき、保証責任牛窓信用組合設立。
- 1950年 2月 - 中小企業等協同組合法に基づき改組。
- 1953年 6月 - 信用金庫法に基づき、牛窓信用金庫に改組。

旧片上信用金庫
- 1950年4月 - 中小企業等協同組合法に基づき、片上信用組合設立。
- 1952年6月 - 信用金庫法に基づき、片上信用金庫に改組。

備前信用金庫
- 1970年10月 - 片上・牛窓の2信用金庫が合併し、備前信用金庫が創立。
- 2007年7月13日 - 水門支店の窓口業務終了。7月17日より邑久支店へ統合。

## 事業区域
- 岡山県全域